# Fons Merkies
Fons Merkies (Zaandam, 7 juni 1966) is een Nederlands componist, voornamelijk van filmmuziek.

## Biografie
In zijn jeugd speelde hij gitaar en piano. Hij ging naar de Kleinkunstacademie. Zijn werk voor de film Boy Ecury (2003) werd bekroond met een Gouden Kalf. Bovendien ontving hij de Buma Oeuvre Award Multimedia 2021. In 2020 ontving hij een Musical Award voor zijn muziek voor Brugklas (musical).

## Geschreven muziek
Merkies schreef muziek voor:

### Film
- All Stars (1997)
- De Poolse bruid (1998)
- Lek (2000)
- Zus & Zo (2001)
- Monte Carlo (2001)
- Familie (2001)
- De Tweeling (2002)
- Sloophamer (2003)
- Boy Ecury (2003)
- Klem in de draaideur (2003)
- De dominee (2004)
- In Oranje (2004)
- Stille Nacht (2004)
- Verborgen gebreken (2004)
- Pluk van de Petteflet (2004)
- Flirt (2005)
- Leef! (2005)
- Eilandgasten (2005)
- Johan (2005)
- Spion van Oranje (2009)
- De Storm (2009)
- Sterke verhalen (2010)
- Lang en gelukkig (2010)
- Pizza Maffia (2011)
- Brammetje Baas (2012)
- Alleen maar nette mensen (2012)
- Alles is familie (2012)
- Het Diner (2013)
- Chez Nous (2013)
- Mannenharten (2013)
- Finn (2013)
- Toen was geluk heel gewoon (2014)
- Loenatik, te gek (2014)
- Dorsvloer vol confetti (2014)
- Zomer (2014)
- Code M (2015)
- Mannenharten 2 (2015)
- Kollektivet (2016)
- The Afghan (2016)
- Meester Kikker (2016)
- Tonio (2016)
- Fataal (2016)
- Storm: Letters van Vuur (2017)
- Bella Donna's (2017)
- Weg van jou (2017)
- Mannen van Mars (2018)
- Sam samcat (2018)
- Circus Noël (2019)
- Rocco & Sjuul (2023)
- Invasie (2024)
- Het boek van alle dingen (2024)

### Televisie
- Wet & Waan (2000-2003)
- Van Speijk (2006)
- Vuurzee (2005-2009)
- Flikken Maastricht (2007-heden)
- Goede tijden, slechte tijden (2011-2020)
- Overspel (2011-2013)
- Bloedverwanten (2010-heden)
- Moordvrouw (2012-2014)
- Moeder, ik wil bij de Revue (2012)
- Nederland Waterland (2014-2015)
- Nieuwe buren (2014)
- Het verborgen eiland (2014)
- Zwarte Tulp (2015)
- De affaire (2015)
- Het geheim van Eyck (2015)
- Flikken Rotterdam (2016-heden)
- Lost in the Game (2016)
- La Famiglia (2016)
- Nieuwe Tijden (2016-2018)
- De Spa (2017)
- Circus Noël (2017)
- De Luizenmoeder (2018-heden)
- Verborgen Verhalen (2019)
- Ninja Nanny (2019)

### Musical
- Home (2000)
- De griezelbus (2001)
- De zevensprong (2003)
- Dolfje Weerwolfje (2003)
- De scheepsjongens van Bontekoe (2004)
- Turks fruit (2005)
- De brief voor de koning (2007)
- Route 66 (2007)
- Os & Ezel (2007)
- Brandende liefde (2009)
- Dolfje Weerwolfje (2010)
- Herinnert u zich deze nog?! (2011)
- Nightmare (2011)